# جيكوب شتورم
جيكوب شتورم (بالألمانية: Jacob Sturm)‏ (و. 1771 – 1848 م) هو عالم نبات، وعالم حشرات من ألمانيا . ولد في نورنبيرغ .
وكان عضو في الأكاديمية الألمانية للعلوم ليوبولدينا .
توفي في نورنبيرغ ، عن عمر يناهز 77 عاماً.